# Retinia
Retinia is een geslacht van vlinders uit de familie van de bladrollers (Tortricidae) en de onderfamilie Olethreutinae.

## Soorten
- R. albicapitana (Busck, 1914)
- R. burkeana (Kearfott, 1907)
- R. coeruleostriana (Caradja, 1939)
- R. comstockiana Fernald, 1879
- R. cristata (Walsingham, 1900)
- R. edemoidana (Dyar, 1903)
- R. gemistrigulana (Kearfott, 1905)
- R. houseri (Miller, 1959)
- R. immanitana (Kuznetsov, 1969)
- R. jezoensis Nasu, 1991
- R. khasiensis (Miller, 1977)
- R. lemniscata (kuznetsov, 1973)
- R. luculentana (Heinrich, 1920)
- R. mafica (Miller, 1978)
- R. mecynopus Diakonoff, 1989
- R. metallica (Busck, 1914)
- R. monophylliana (Kearfott, 1907)
- R. monopunctata (Oku, 1968)
- R. pallipennis (McDunnough, 1938)
- R. perangustana (Snellen, 1883)
- R. picicolana (Dyar, 1906)
- R. resinella (Linnaeus, 1758) - harsbuilmot
- R. sabiniana (Kearfott, 1907)
- R. salweenensis (Miller, 1977)
- R. scalaris (Diakonoff, 1967)
- R. splendida (Oku, 1971)
- R. taedana (Miller, 1978)
- R. teleopa (Meyrick, 1927)
- R. virginiana (Busck, 1914)
- R. zozana (Kearfott, 1907)